# 阿武川ダム
阿武川ダム（あぶがわダム）は、山口県萩市川上（旧阿武郡川上村）地先、二級水系・阿武川水系阿武川本川に建設されたダムである。
山口県が管理する都道府県営ダムで、堤高95.0mの重力式アーチダムであり、同型式のダムとしては現在国内最後の施工例となる。都道府県営ダムとしては堤高及び総貯水容量において全国屈指の規模を誇る、阿武川の治水と水力発電を目的とした補助多目的ダムである。ダムによって形成された人造湖は阿武湖（あぶこ）と命名され、中国地方屈指の人造湖である。

## 沿革
山口県日本海側に注ぐ河川では最大である阿武川は、上流部に長門峡等の名勝を有する急流河川であり、古来より氾濫の多い河川であったが戦中戦後に乱伐が行われたことにより保水力が著しく低下したこともあって、戦後数々の洪水被害を発生させる状況にあった。特に河口部の萩市は三角州の内側に市街地が発展していたことからデルタ地帯特有の低湿地を形成しているため、湛水被害も著しいものがあった。
こうした中で1950年（昭和25年）より中小河川改修事業がスタート、堤防建設を中心とした河川改修が実施されたが下流の萩市街地は明治維新における文化財が数多く点在する事や、市街地拡大による住宅地の増加によって川幅拡幅・堤防建設は限界を呈し始めた。更に集中豪雨により当初の計画を超える規模の出水を記録。こうした事からダムを建設することによる洪水調節と、既存の農業用水確保のための不特定利水、そして萩市等北浦地域への水力発電による電力供給を目的として『阿武川総合開発事業』が1966年（昭和41年）に策定された。
この根幹事業として洪水調節および水力発電を主な目的とした補助多目的ダムである阿武川ダムの建設が計画された。

## 日本最大級の補助多目的ダム
「阿武川総合開発事業」策定の背景には、阿武川の河川改修が地形上の問題や文化財保護の観点などから河口部に大きな築堤護岸を設置することが難しいため、又100年確率の最大洪水量の約7割をカットする計画としたため現地点でのダム計画となった。ダムサイトは阿武川の渓谷出口に計画したが、この地点はダムサイトとしては貯水容量の点で極めて良好なレベルであり、中央の専門家も絶賛する程であった。両側岩盤も比較的堅固でアーチ式コンクリートダムが建設できる程の地質であり、コンクリート使用量を抑える目的もあって全国的にも12例しか採用例のない重力式アーチダムが採用された。
1966年より実施計画調査に入ったがこれにより206戸の住宅が水没することとなった。だが、このダムでは水没物件が膨大な割には比較的補償交渉が進展し、1970年（昭和45年）にはダム本体工事に着手。1974年（昭和49年）に完成した。全国的にダム建設反対運動が激化していた時期であったが計画発表から完成まで8年という短期間で完成した稀有な例であり、地元との円滑な意思疎通が図られた結果ともいえる。
阿武川ダムは都道府県営ダムとしては国内でも規模が大きく、特に総貯水容量153,500,000トンは高見ダム（北海道・静内川。229,000,000トン）、小河内ダム（東京都・多摩川。189,100,000トン）に次いで全国第三位であり、国土交通省直轄ダムを含む中国地方のダムの中では最大。重力式アーチダムとしても堤高は新成羽川ダム（成羽川）の103.0mに次ぎ二位の他は国内最大である。なお、重力式アーチダムとしては阿武川ダムが国内施工例では最後のダムとなる。

## ダムと共に誕生した温泉

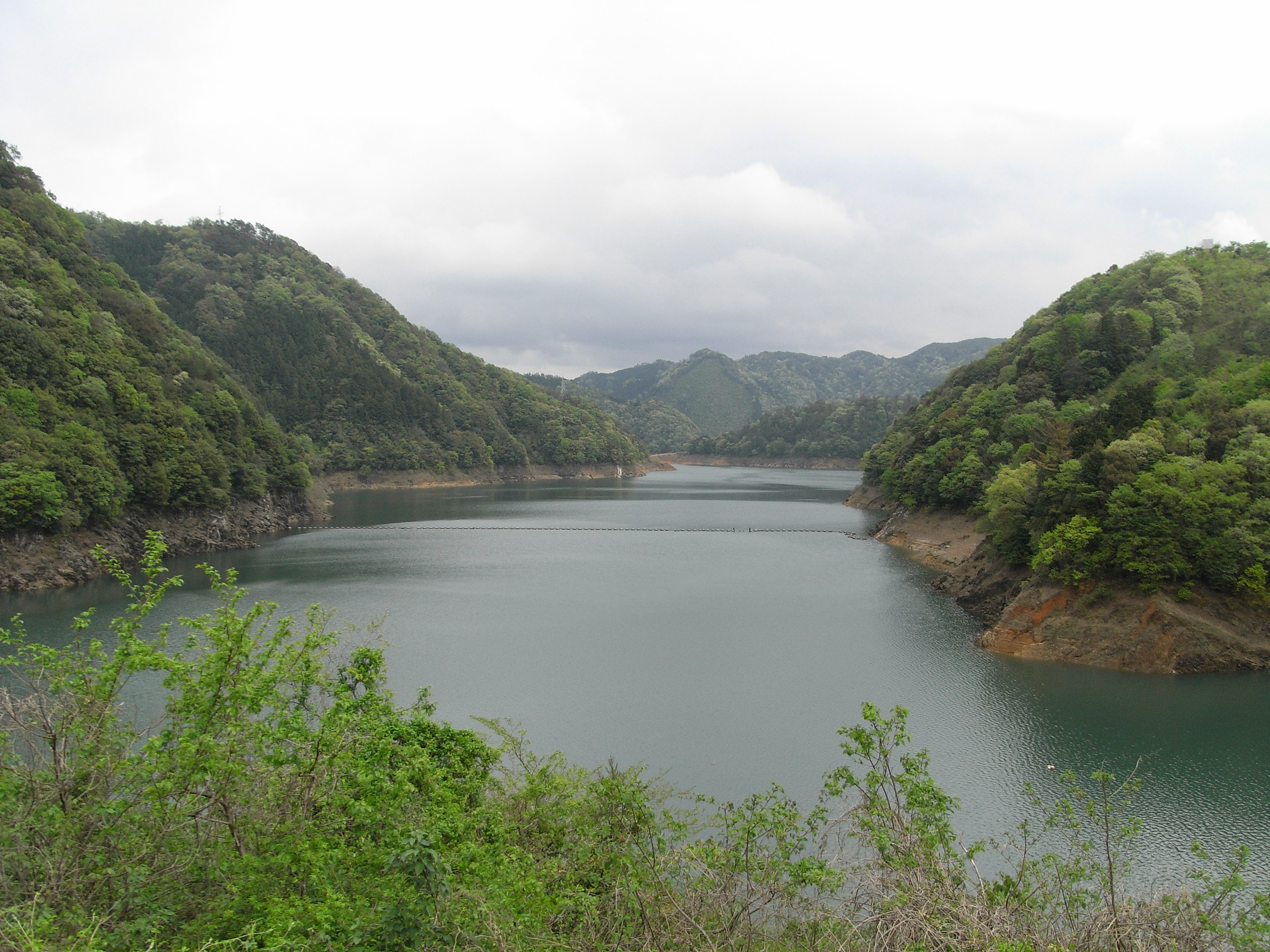
阿武湖

ダム建設の際、県内では積雪の比較的多い当地にあって雪の積もらない場所が直下流にあり、この場所を掘削したところ温泉が湧出した。これは阿武川温泉と名付けられ、周辺に整備された公園やバンガローなどと併せて現在も地域の憩いの場となっている。ちなみにダム建設の際に温泉が発見されることは極めて珍しく、栃木県の川俣ダム（鬼怒川）でも建設後にダム湖の川俣湖付近で温泉が湧出しているが、共に全国的には稀な事例である。
また、ダムの近くには萩市立阿武川歴史民俗資料館があり、ダムを建設する際に水没した地区より移設した建物や生活用具などを展示している。ダム湖である「阿武湖」を山口県道67号萩川上線沿いに遡ると「たけいだに緑の村」があり、ブドウ・ナシ狩りやクリ拾い等が季節によって楽しめる。更に遡ると名勝・長門峡があり、龍宮淵や生雲渓等の奇勝が見る者を圧倒する。全長5.0kmの遊歩道が整備されており新緑や紅葉の時期は格別である。湖に注ぐ左支川・佐々並川も「長門谷」という渓谷があり、更に遡ると佐々並川ダム（アーチ式コンクリートダム。67.4m）がある。しかしダムまでの道は隘路であるため、通行には注意が必要である。